# تيري سكيلز
تيري سكيلز (بالإنجليزية: Terry Scales)‏ هو لاعب كرة قدم بريطاني في مركز الدفاع، ولد في 18 يناير 1951 في Stratford, London ‏ في المملكة المتحدة. لعب مع نادي برينتفورد وهيبريدج سويفتس ووست هام يونايتد.